# Stokesdale (Caroline du Nord)
Stokesdale est une ville américaine située dans le comté de Guilford dans l'État de Caroline du Nord. En 2010, sa population était de 5 047 habitants.

## Démographie
| 1990  | 2000  | 2010  | - | - | - |
| ----- | ----- | ----- | - | - | - |
| 2 134 | 3 267 | 5 047 | - | - | - |

## Source de la traduction
- (en) Cet article est partiellement ou en totalité issu de l’article de Wikipédia en anglais intitulé « Stokesdale, North Carolina » (voir la liste des auteurs).